# Anitápolis (ort)
Anitápolis är en ort i Brasilien.   Den ligger i kommunen Anitápolis och delstaten Santa Catarina, i den södra delen av landet, 1 400 km söder om huvudstaden Brasília. Anitápolis ligger 463 meter över havet och antalet invånare är 3 267.
Terrängen runt Anitápolis är huvudsakligen kuperad. Anitápolis ligger nere i en dal. Runt Anitápolis är det mycket glesbefolkat, med 5 invånare per kvadratkilometer.. Det finns inga andra samhällen i närheten.
I omgivningarna runt Anitápolis växer i huvudsak städsegrön lövskog.